# George William Curtis

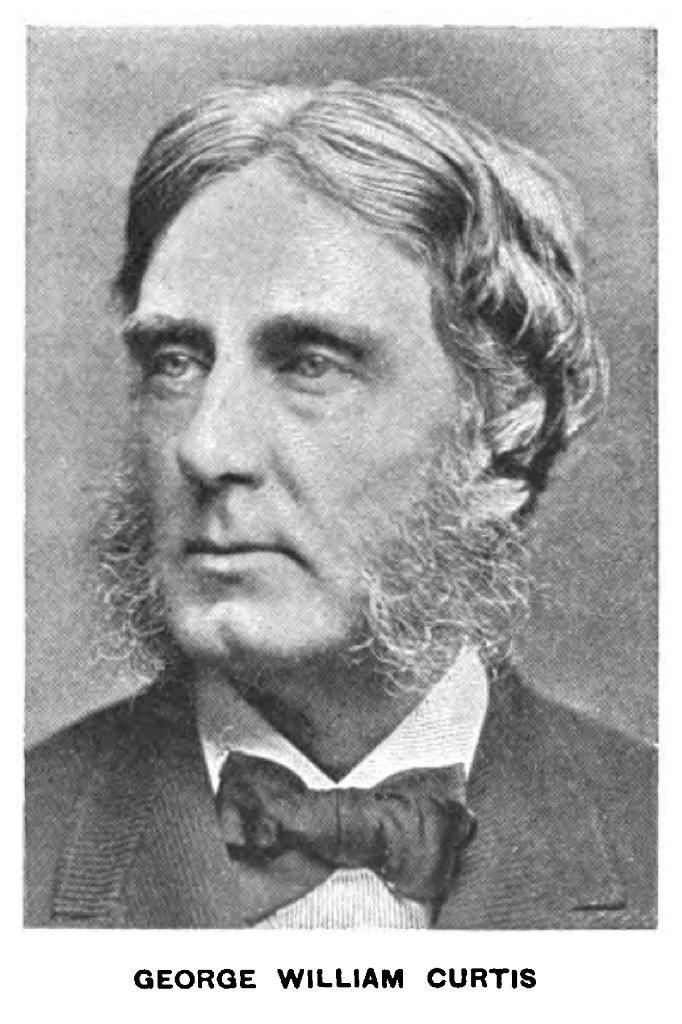
George William Curtis.

George William Curtis, född 24 februari 1824 i Providence i Rhode Island, död 31 augusti 1892, var en amerikansk författare. 
Curtis uppfostrades i New England och New York. 1846-50 företog han en längre genom Europa och Orienten. Vid sin hemkomst väckte han uppmärksamhet som författare. 1856 blev han genom giftermål allierad med abolitionist kretsar, och deltog därefter i det politiska live som medlem av det republikanska partiet och talare i dess anda. Curtis blev 1857 redaktör av tidskriften "Harper’s weekly" (i New York) och  1863 politisk redaktör för tidskriften. Han blev 1864 en av direktörerna för staten New Yorks universitet. Han författade bland annat The Potiphar papers (1853), en satir över sällskapslivet i New York, samt novellerna Trumps (1861) och Prue and I (1856). Curtis deltog även i den politiska agitationen, som motkämpe mot slaveriet och en ivrig förfäktare av "civil service reform".
Han ogillade Ulysses S. Grants hårda politik mot sydstaterna och deltog i striden mot den rådande korruptionen. 1884 deltog han i de liberala republikanernas revolt mot James Blaine, och understödde då liksom 1880 demokraterna.